# 昭懿皇后 (後梁)
昭懿皇后劉氏（？—？），後梁憲祖朱信妻。
劉氏事跡不詳，只知她嫁與後梁憲祖及生後梁烈祖朱誠。开平元年（907年）七月，朱温稱帝，追上劉氏諡號為昭懿皇后。